# کاتالین دوریان فلورسکو

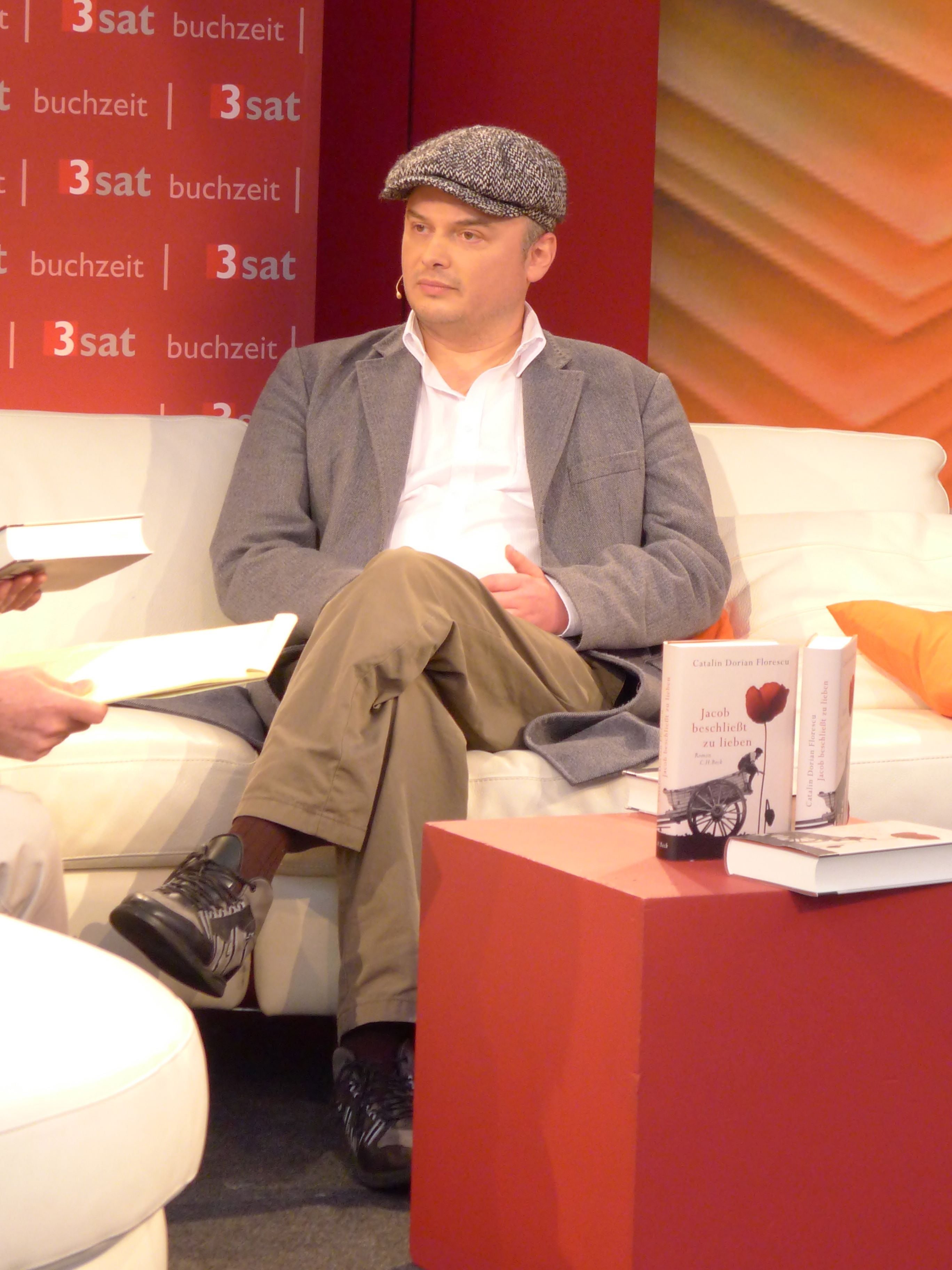

کاتالین دوریان فلورسکو (به رومانیایی: Catalin Dorian Florescu) نویسنده و روانشناس سوئیسی

## زندگینامه
فلورسکو در ۲۷ اوت ۱۹۶۷ در شهر تیمیشوآرا در کشور رومانی متولد شد در سال ۱۹۷۶ به کشورهای ایتالیا و ایالات متحده نمود اما پس از هشت ماه به کشورش بازگشت. در تابستان سال ۱۹۸۲ زمانی که تنها پانزده سال سن داشت به همراه خانواده اش از رومانی گریخت و از آن زمان در کشور سوئیس زندگی می‌کند و تابعیت سوئیسی دارد. وی از سال ۱۹۹۵  تا ۲۰۰۱ در رشته‌های روانشناسی و روانپزشکی از دانشگاه زوریخ تحصیل کرده است و سپس به عنوان روان‌درمانگر در مرکز بازپروری معتادان مواد مخدر فعالیت کرده است. فلورسکو همچنین آموزش درمان گشتالت را در مدت پنج سال به پایان رسانیده است. وی از دسامبر سال ۲۰۰۱ به بعد به عنوان نویسنده آزاد مشغول کار شد. نخستین رمانش  "زمان معجزه"(Mircle)(۲۰۰۱) می باشد که در سال ۲۰۰۱ موفق به دریافت بورس هرمان لنتس شد. این رمان در مورد یک نوجوان معلول رومانیایی است که به دلایل پزشکی باید همراه پدرش در غرب باشد. او در ادامه کار نویسندگی خویش سه رمان دیگر را نیز به رشته تحریر درآورد و برای این آثار جایزه تشویقی آدلبرت فون چامیسو در سال ۲۰۰۲، جایزه آنا زگرس در سال ۲۰۰۳  و عنوان نویسنده شهر درسدن در سال ۲۰۰۸  به دست آورد. رمان "یاکوب تصمیم می‌گیرد دوست بدارد"(Jacob decides to love) پنجمین رمان این نویسنده است که جایزه کتاب سال ۲۰۱۱ سوئیس را برایش به ارمغان آورد. داستان زندگی پرفراز و نشیب "یاکوب اوبرتین" از "دهکده تریبزوتر" در کشور رومانی را بازگو می مند. داستان عشق و دوستی، فرار و خیانت و دراین مورد که چگونه توانایی یک انسان برای دوست داشتن می‌تواند او را از همه خطرات حفظ کند.

## منبع
- http://de.wikipedia.org/wiki/Catalin_Dorian_Florescu
- https://web.archive.org/web/20150301034703/http://festivalneueliteratur.org/catalin-dorian-florescu/